# Geoffrey Blake
Geoffrey Lewis Blake (Baltimore, 31. kolovoza 1962.), američki je glumac.

## Vanjske poveznice
- Geoffrey Blake na IMDB-u